# Serra de Cal Cintet

La Serra de Cal Cintet, respecte del terme de Granera

La Serra de Cal Cintet és una formació muntanyosa del terme municipal de Granera, al Moianès.
Està situada a la part central-occidental del terme, entre el torrent de l'Estevenell, al nord, i el torrent de Cal Cintet, al sud.